# Sopotnica (Gadžin Han)
Sopotnica (v srbské cyrilici Сопотница) je obec v Srbsku, administrativně součást opštiny (obce) Gadžin Han. Sopotnica se rozkládá v podhůří Suve planiny v jižní části země v nadmořské výšce cca 550 m.
V roce 2011 zde žilo 121 obyvatel. Počet obyvatel vesnice, která je většinově srbské národnosti, setrvale klesá. Část vesnice se nachází v oblasti, která je chráněná jako přírodní park. Obec nemá téměř žádnou vybavenost, prochází tudy jen jediná silnice, která ji spojuje s okolními sídly, tj. vesnicemi Donji Dušnik a Ovsinjinac. V roce 2017 zde byla zahájena výstavba kostel sv. Jiří.